# Campeonato Mundial de Gimnasia en Trampolín de 2023
El XXXVII Campeonato Mundial de Gimnasia en Trampolín se celebró en Birmingham (Reino Unido) entre el 9 y el 12 de noviembre de 2023 bajo la organización de la Federación Internacional de Gimnasia (FIG) y la Federación Británica de Gimnasia.
Las competiciones se realizaron en la Arena Birmingham de la ciudad británica. 
Los gimnastas de Rusia y Bielorrusia fueron excluidos de este campeonato debido a la invasión rusa de Ucrania.

## Medallistas

### Masculino
| Evento                         | Oro                                                                           | Plata                                                                           | Bronce                                                                      |
| ------------------------------ | ----------------------------------------------------------------------------- | ------------------------------------------------------------------------------- | --------------------------------------------------------------------------- |
| Trampolín individual (12.11)   | Yan Langyu China 60,690                                                       | Wang Zisai China 60,680                                                         | Ryusei Nishioka Japón 60,640                                                |
| Trampolín por equipo (11.11)   | Julian Chartier Allan Morante Pierre Gouzou Morgan Demiro-o-Domiro Francia 12 | David Vega · Jorge Martín · Robert Vilarasau · David Franco · España · 9        | Andrew Stamp Zak Perzamanos Corey Walkes Peter Buravytskiy Reino Unido 9    |
| Trampolín sincronizado (12.11) | Caio Lauxtermann · Fabian Vogel · Alemania · 51,130                           | Rubén Padilla Aliaksei Shostak Estados Unidos 50,770                            | Pierre Gouzou Morgan Demiro-o-Domiro Francia 49,980                         |
| Doble mini individual (11.11)  | Rubén Padilla Estados Unidos 30,600                                           | David Franco · España · 29,300                                                  | Tiago Sampaio Romão Portugal 23,600                                         |
| Doble mini por equipo (10.11)  | Tomas Minc Simon Smith Rubén Padilla Dylan Kline Estados Unidos 12            | David Franco · Andrés Martínez · Carlos del Ser · Nicolás Toribio · España · 11 | Omo Aikeremiokha Daniel Berridge Lewis Gosling Marshall Frost Reino Unido 9 |
| Tumbling individual (11.11)    | Mixail Malkin Azerbaiyán 31,100                                               | Kaden Brown Estados Unidos 30,100                                               | Jaydon Paddock Reino Unido 27,800                                           |
| Tumbling por equipo (10.11)    | Adil Hacızadə Mixail Malkin Tofiq Əliyev Elnur Məmmədov Azerbaiyán 13         | Jaydon Paddock Kristof Willerton William Cowen Fred Teague Reino Unido 12       | Martin Abildgaard Magnus Lindholmer Mads Hansen Jeppe Mikkelsen Dinamarca 8 |

### Femenino
| Evento                         | Oro                                                                      | Plata                                                                             | Bronce                                                                     |
| ------------------------------ | ------------------------------------------------------------------------ | --------------------------------------------------------------------------------- | -------------------------------------------------------------------------- |
| Trampolín individual (12.11)   | Bryony Page Reino Unido 56,680                                           | Zhu Xueying China 56,460                                                          | Jessica Stevens Estados Unidos 55,740                                      |
| Trampolín por equipo (11.11)   | Zhu Xueying Fan Xinyi Hu Yicheng Cao Yunzhu China 15                     | Léa Labrousse Laura Paris Cléa Brousse Anaïs Breche Francia 10                    | Mariam Raguimovi Anano Apakidze Luba Golovina Teona Dzhandzhgava Georgia 7 |
| Trampolín sincronizado (12.11) | Nicole Ahsinger Cheyenne Webster Estados Unidos 49,490                   | Qiu Zheng Lin Qianqi China 48,950                                                 | Isabelle Songhurst Bryony Page Reino Unido 48,830                          |
| Doble mini individual (11.11)  | Melania Rodríguez · España · 26,300                                      | Aliah Raga Estados Unidos 26,200                                                  | Grace Harder Estados Unidos 26,100                                         |
| Doble mini por equipo (10.11)  | Kirsty Way Molly McKenna Bethany Williamson Ruth Shevelan Reino Unido 14 | Diana Gago Alexandra Garcia Sara Guido Rita Abrantes Portugal 10                  | Ashley Anaka · Zoe Phaneuf · Hannah Metheral · Kalena Soehn · Canadá · 10  |
| Tumbling individual (11.11)    | Candy Brière-Vetillard Francia 26,000                                    | Megan Kealy Reino Unido 25,800                                                    | Saskia Servini Reino Unido 25,300                                          |
| Tumbling por equipo (10.11)    | Naana Oppon Saskia Servini Megan Kealy Shanice Davidson Reino Unido 12   | Maëlle Dumitru-Marin Marie Deloge Candy Brière-Vetillard Maëlie Abadie Francia 11 | Miah Bruns Tia Taylor Anastasia Katchalova Hope Bravo Estados Unidos 11    |

### Mixto
| Evento                    | Oro | Plata | Bronce |
| ------------------------- | --- | --- | --- |
| Concurso completo (12.11) | Estados Unidos Jessica Stevens Miah Bruns Rubén Padilla Aliaksei Shostak Kaden Brown Shelby Nobuhara Nicole Ahsinger Cheyenne Webster Isaac Rowley Cody Gesuelli 29 | Portugal Sofia Correia Mariana Cascalheira Tiago Sampaio Romão Diogo Abreu Vasco Peso Diana Gago Mariana Carvalho Catarina Nunes Pedro Ferreira 29 | Reino Unido Bryony Page Shanice Davidson Lewis Gosling Andrew Stamp Fred Teague Kirsty Way Isabelle Songhurst Corey Walkes Zak Perzamanos 26 |

## Medallero
| Núm. | País           | Oro | Plata | Bronce | Total |
| ---- | -------------- | --- | ----- | ------ | ----- |
| 1    | Estados Unidos | 4   | 3     | 3      | 10    |
| 2    | Reino Unido    | 3   | 2     | 6      | 11    |
| 3    | China          | 2   | 3     | 0      | 5     |
| 4    | Francia        | 2   | 2     | 1      | 5     |
| 5    | Azerbaiyán     | 2   | 0     | 0      | 2     |
| 6    | España         | 1   | 3     | 0      | 4     |
| 7    | Alemania       | 1   | 0     | 0      | 1     |
| 8    | Portugal       | 0   | 2     | 1      | 3     |
| 9    | Canadá         | 0   | 0     | 1      | 1     |
| 9    | Dinamarca      | 0   | 0     | 1      | 1     |
| 9    | Georgia        | 0   | 0     | 1      | 1     |
| 9    | Japón          | 0   | 0     | 1      | 1     |
|      | TOTAL          | 15  | 15    | 15     | 45    |